# Silanol
Silanol é o composto químico de fórmula SiH3OH, é o análogo do metanol em que o carbono é substituído por silício. Os silanóis são compostos onde existe uma ligação do silício com uma hidroxila, e o silanol é o mais simples dos silanóis. Esta substância com compostos de cério têm propriedades anticorrosivas, sendo pequisado sua utilização industrial para revestir superfícies metálicas. 